# جورج ر. جونز
جورج ر. جونز (بالإنجليزية: George R. Jones)‏ هو محامي وسياسي أمريكي، ولد في 8 فبراير 1862، وتوفي في 29 فبراير 1936. حزبياً، نشط في الحزب الجمهوري. وقد انتخب عضو مجلس نواب ماساتشوستس.